# Phyllogomphoides cassiopeia
Phyllogomphoides cassiopeia is een libellensoort uit de familie van de rombouten (Gomphidae), onderorde echte libellen (Anisoptera).
De wetenschappelijke naam van de soort is voor het eerst geldig gepubliceerd in 1975 door Belle.